# Márton Szivós
Márton Szivós (Budapest, 19 agosto 1981) è un pallanuotista ungherese, campione del mondo con la propria nazionale a Barcellona 2013.
Proviene da una famiglia di pallanuotisti di successo. Suo padre István Szívós è stato infatti campione olimpico a Montreal 1976, e il nonno István Szívós ha vinto l'oro in due occasioni, a Helsinki 1952 e Melbourne 1956.
Inizia la carriera nel KSI, del quale il padre Istvan è presidente; con l'Honved ha vinto una Coppa dei Campioni. Ha disputato anche altre quattro finali europee, tre sempre con la formazione ungherese ed una con la Pro Recco.

## Palmarès

### Club
- Campionato ungherese: 5

Honvéd: 2000-01, 2001-02, 2002-03, 2003-04, 2004-05
- Campionato italiano: 1

Pro Recco: 2005-06
- Coppa d'Ungheria: 5

Honvéd: 2006, 2010
Szeged: 2012, 2013
Eger: 2015
- Supercoppa d'Ungheria: 1

Honved: 2002
- Coppe Italia: 1

Pro Recco: 2005-06
- LEN Euroleague/Champions League: 1

Honvéd: 2003-04
- Supercoppa LEN: 1

Honvéd: 2004

### Nazionale
- Mondiali

Barcellona 2013: 
Montréal 2005: 
Melbourne 2007: 
- Europei

Belgrado 2006: 
Eindhoven 2012: 
Budapest 2014: 
- World League

Long Beach 2004: 
Belgrado 2005: 
Čeljabinsk 2013: 
Dubai 2014 
- Coppa del Mondo

Budapest 2006: 
- Universiadi

Taegu 2003: 
- Mondiali giovanili

Istanbul 2001: 
- Europei giovanili

1997: 
1999: